# Rekha
Bhanurekha Ganesan (10 de outubro de 1954), mais conhecida pelo seu nome artístico, Rekha, é uma atriz de cinema Indiana. Conhecida pela sua versatilidade é reconhecida como uma das melhores atrizes de cinema Hindi, Rekha começou a sua carreira em 1966, enquanto criança, no filme Telugu Rangula Ratnam, apesar de ter estreado como protagonista apenas quatro anos mais tarde, com Sawan Bhadon. Apesar do sucesso de muitos de seus primeiros filmes, Rekha foi muitas vezes criticada pela sua aparência e apenas em meados da década de 1970, é que conseguiu ser reconhecida enquanto atriz.